# New Game!
New Game! (ニューゲーム  Nyū Gēmu?) es una serie de manga yonkoma escrita e ilustrada por Shōtarō Tokunō, la cual comenzó a publicarse en la revista de manga seinen Manga Time Kirara Carat de Houbunsha en enero de 2013. Una adaptación a anime producida por Doga Kobo se emitió entre el 4 de julio de 2016 y finalizó el 19 de septiembre de 2016. Una segunda temporada, titulada New Game!!, ha sido estrenada en julio de 2017.

## Sinopsis
Siendo una gran fanática de un videojuego en particular, Aoba Suzukaze, una graduada de la preparatoria, comienza a trabajar para la desarrolladora de juegos Eagle Jump, siendo una artista de gráficos de computadora. Mientras trabaja modelando y diseñando personajes para juegos en desarrollo, Aoba se vuelve muy popular entre sus compañeros en el departamento de diseño, así como por todos en la compañía.

## Personajes
Aoba Suzukaze (涼風 青葉 Suzukaze Aoba)
Seiyū: Yūki Takada
Una graduada de preparatoria que se une a la compañía de juegos Eagle Jump como diseñadora de personajes, ya que hicieron su juego favorito. Debido a su baja estatura, a menudo es confundida con una estudiante de secundaria. Tiene 18 años.
Kō Yagami (八神 コウ Yagami Kou)
Seiyū: Yōko Hikasa
La diseñadora de personajes principal de Eagle Jump. Ella pasa mucho tiempo en la oficina, a menudo durmiendo allí durante la noche en su ropa interior, y tiene una actitud relajada pero severa. Ella era la diseñadora de personajes del juego que inspiró a Aoba a convertirse en una sola. Tiene 25 años.
Rin Tōyama (遠山 りん Touyama Rin)
Seiyū: Ai Kayano
La directora de arte y jefa del departamento de fondo. Ella es amiga cercana con Kō. A diferencia de Kō, ella es organizada, bien mantenida y también un poco tímida. Tiene 25 años.
Hifumi Takimoto (滝本 ひふみ Takimoto Hifumi)
Seiyū: Megumi Yamaguchi
Una diseñadora de personajes. Ella es tímida hablando con otros y prefiere hablar vía correo electrónico. Ella tiene un erizo de mascota llamado Sōjirō y secretamente disfruta del cosplay. Tiene 22 años.
Yun Iijima (飯島 ゆん Iijima Yun)
Seiyū: Ayumi Takeo
Una diseñadora de personajes que diseña monstruos y a menudo se viste con ropa gótica. Ella tiene dos hermanos más jóvenes. Tiene 20 años.
Hajime Shinoda (篠田 はじめ Shinoda Hajime)
Seiyū: Megumi Toda
Una diseñadora de movimiento que trabaja en el departamento de diseño de personajes, ya que no hay espacios abiertos en el departamento de animación. Ella disfruta de los espectáculos sentai y posee varias armas prop. Tiene 21 años.
Umiko Ahagon (阿波根 うみこ Ahagon Umiko)
Seiyū: Chitose Morinaga
Una programadora que a menudo se molesta cuando tiene que arreglar los errores y se siente avergonzada por su apellido. Ella es una fan de lo militar y tiene varias armas del airsoft en su espacio de trabajo. Tiene 25 años.
Nene Sakura (桜 ねね Sakura Nene)
Seiyū: Madoka Asahina
Amiga de Aoba de la escuela secundaria que se encuentra actualmente en la universidad. Ella temporalmente se une a Eagle Jump como una depuradora a tiempo parcial durante el verano, desarrollando un interés en la programación. Tiene 18 años.
Shizuku Hazuki (葉月 しずく Hazuki Shizuku)
Seiyū: Eri Kitamura
Una directora de juego con un fuerte interés en las chicas lindas, por lo que su departamento es totalmente femenino. A menudo, Umiko le dice que se escabulle de su puesto de trabajo y que haga cambios impulsivos en el diseño del juego. Ella es dueña de un gato llamado Mozuku.

## Medios de comunicación

### Manga
El manga, hecho por Shōtarō Tokunō, comenzó a serializarse en la revista de manga Manga Time Kirara de Houbunsha desde el 28 de enero de 2016. Cuatro volúmenes tankōbon han sido publicados desde el 27 de febrero de 2014 y el 27 de julio de 2016. Un quinto volumen titulado "New Game! -The Spinoff-", que toma lugar antes de la serie principal, fue publicado el 27 de julio de 2016.

#### Volúmenes
| Núm.        | Fecha de publicación (En Japón) | ISBN                   |
| ----------- | ------------------------------- | ---------------------- |
| 1           | 27 de febrero de 2014           | ISBN 978-4-8322-4414-6 |
| 2           | 27 de marzo de 2015             | ISBN 978-4-8322-4546-4 |
| 3           | 27 de enero de 2016             | ISBN 978-4-8322-4656-0 |
| 4           | 27 de julio de 2016             | ISBN 978-4-8322-4656-0 |
| 5 (Spinoff) | 27 de julio de 2016             | ISBN 978-4-8322-4721-5 |
| 6           | 27 de julio de 2017             | ISBN 978-4-8322-4847-2 |
| 7           | 27 de marzo de 2018             | ISBN 978-4-8322-4929-5 |
| 8           | 25 de octubre de 2018           | ISBN 978-4-8322-4986-8 |
| 9           | 27 de junio de 2019             | ISBN 978-4-8322-7101-2 |
| 10          | 27 de enero de 2020             | ISBN 978-4-8322-7153-1 |
| 11          | 27 de agosto de 2020            | ISBN 978-4-8322-7209-5 |

### Anime
Una adaptación a anime fue anunciada en la edición de diciembre de 2015 de la revista Manga Time Kirara y se emitió entre el 4 de julio y el 19 de septiembre de 2016. El 27 de marzo de 2016 fue revelado por AnimeJapan el reparto y los personajes principales de la serie. El anime está siendo producido por Doga Kobo, con Yoshiyuki Fujiwara como el director, Fumihiko Shimo como el supervisor del guion de la serie, y Ai Kikuchi como diseñador de los personajes. Una OVA está disponible para aquellos que compraron los seis volúmenes Blu-ray/DVD, publicados entre el 28 de septiembre de 2016 y el 24 de febrero de 2017. El opening es "SAKURA Skip" (SAKURAスキップ Sakura Sukippu, lit. "El Salto de Sakura") y el ending es "Now Loading!!!" (lit. "¡¡¡Ahora Cargando!!!") ambos siendo interpretados por Fourfolium, compuesta por Yūki Takada (Aoba), Megumi Yamaguchi (Hifumi), Ayumi Takeo (Yun), y Megumi Toda (Hajime). Una segunda temporada, titulada New Game!!, se emitió entre el 11 de julio y 26 de septiembre de 2017. El opening de la segunda temporada es "Step by Step Up ↑↑↑↑" mientras el ending es "Jumpin' Jump Up!!!!" ambos siendo interpretados por Fourfolium.

#### Lista de episodios

##### New Game!
| Núm.     | Título | Fecha de emisión         |
| -------- | --- | ------------------------ |
| 1        | "¡Se siente como si realmente fuera una empleada!" "Nandaka Honto ni Nyūshashita Kibun desu!" (なんだかホントに入社した気分です！)                                                                   | 4 de julio de 2016       |
| 2        | "Está es una sesión adulta de bebidas......" "Kore ga Otona no Nomikai......" (これが大人の飲み会......)                                                                                             | 11 de julio de 2016      |
| 3        | "¿Qué pasará si llego tarde al trabajo?" "Chikokushitara Dōnarun Darō" (遅刻したらどうなるんだろう)                                                                                                  | 18 de julio de 2016      |
| 4        | "El primer... Cheque de paga..." "Hajimete no... Okyūryō..." (初めての...お給料...) | 25 de julio de 2016      |
| 5        | "¿Tengo que pernoctar?" "Sonna ni Tomari Komun desu ka?" (そんなに泊まり込むんですか？) | 1 de agosto de 2016      |
| 6        | "¿Cómo?... ¿la publicación ha sido cancelada?" "Hatsubai...Chūshi to ka?" (発売...中止とか?) | 8 de agosto de 2016      |
| 7        | "Por favor, entrena a estos nuevos empleados propiamente" "Shinjin no Kyōiku wa Shikkarishite Kudasai" (新人の教育はしっかりしてください)                                                            | 15 de agosto de 2016     |
| 8        | "¡¡Vacaciones de verano!!" "Natsuyasumi daaa!!" (夏休みだああ!!) | 22 de agosto de 2016     |
| 9        | "¿Tenemos que ir a trabajar?" "Shukkinshicha Ikenain desu ka?" (出勤しちゃいけないんですか？) | 29 de agosto de 2016     |
| 10       | "Los empleos de tiempo completo son una laguna legal para hacer los salarios más bajos" "Seishain tte Okyūryō o Yasukusuru Tame no Hō no Nukeana..." (正社員ってお給料を安くするための法の抜け穴...) | 5 de septiembre de 2016  |
| 11       | "¡Habían fotos filtradas del juego en el Internet ayer!" "Rīku Gazō ga Kinō, Netto ni Detemashita yo!" (リーク画像が昨日, ネットに出してましたよ!)                                                   | 12 de septiembre de 2016 |
| 12       | "¡Uno de mis sueños se ha hecho realidad!" "Hitotsu Yume ga Kanaimashita!" (一つ夢が叶いました!) | 19 de septiembre de 2016 |
| 13 (OVA) | "Mi primera vez en vacaciones de la compañía" "Watashi, Shain Ryokō tte Hajimete nanode…" (私、社員旅行って初めてなので…)                                                                            | 31 de marzo de 2017      |

##### New Game!!
| Núm. | Título | Fecha de emisión                                      |
| ---- | --- | ----------------------------------------------------- |
| 1    | "He sido vista en un lugar embarazoso......" "Hazukashī Tokoro o Mirarete Shimaimashita......" (恥ずかしいところを見られてしまいました……) | 29 de junio de 2017 (pre-emisión) 11 de julio de 2017 |
| 2    | "¡Esto se está convirtiendo en Cos-ronroneo!" "Kore Jā Tada no Kosupure da Nyā!" (これじゃあただのコスプレだにゃー！)                     | 18 de julio de 2017                                   |
| 3    | "Ooh, estoy tan avergonzado!" "...Ū, Hazukashī!" ( ……うー、恥ずかしい！)                                                                  | 25 de julio de 2017                                   |
| 4    | "¿Qué tan densa ... puedes ser?" "Kono... Nibuchin-me!" ( この…にぶちんめ！)                                                              | 1 de agosto de 2017                                   |
| 5    | "¡Oye! ¡No me toques allí!" "Ya, Hen na Toko Sawaranai de yo!" (や、変なとこ触らないでよ！)                                               | 8 de agosto de 2017                                   |
| 6    | "Wow ... es tan increíble ..." "Aa... Sugoi naa..." (あぁ……すごいなあ……)                                                                  | 15 de agosto de 2017                                  |
| 7    | "¿Qué tan densa ... puedes ser?" "Sugoku Atsui Shisen o Kanjiru" (凄く熱い視線を感じる)                                                   | 22 de agosto de 2017                                  |
| 8    | "Te estoy diciendo, quiero un café de limpieza" "Meido Kissa ga Ii to Ittanda yo" (メイド喫茶がいいと言ったんだよ)                        | 29 de agosto de 2017                                  |
| 9    | "¡Por lo menos ponte una camisa!" "Shatsu Kurai Ki na yo!" (シャツくらい着なよ！)                                                         | 5 de septiembre de 2017                               |
| 10   | "Realmente va a romper la inmersión" "Dondon Riariti ga Usuku Natte Ikunda yo" (どんどんリアリティが薄くなっていくんだよ)                 | 12 de septiembre de 2017                              |
| 11   | "Me estremezco para imaginar lo que está oculto en tu corazón" "Kokoro ni Nani ka Kakaeteru no Ka" (心になにか抱えてるのか)               | 19 de septiembre de 2017                              |
| 12   | "Asegúrese de comprarlo!" "Zehi Katte Kudasai ne!" (ぜひ買ってくださいね！)                                                               | 25 de septiembre de 2017                              |

### Videojuego
Una novela visual desarrollada por 5pb., titulada "New Game!: The Challenge Stage", fue publicado para PlayStation 4 y PlayStation Vita el 26 de enero de 2017 en Japón.